# Skottdramat vid W. R. Myers High School
Skottdramat vid W. R. Myers High School (engelska: W. R. Myers High School shooting) inträffade den 29 april 1999 på W. R. Myers High School i Taber, Alberta, Kanada. Gärningsmannen, 14-årige Todd Cameron Smith, gick till sin skola, och började skjuta mot tre elever i korridoren, vilket ledde till att en elev dödades och en annan skadades. Skottdramat inträffade blott åtta dagar efter Columbinemassakern i Littleton, Colorado, och ansågs vara ett så kallat "copycat"-brott. Det var den första high school-skjutningen med dödlig utgång i Kanada på över två decennier.

### Fotnoter
1. ↑  ”One dead, one wounded in Alberta school shooting”. CBC News Online. 10 november 2000. http://www.cbc.ca/news/story/1999/04/28/alberta990428.html. Läst 17 oktober 2008.
2. ↑  ”Boy charged in Taber shooting gets three years”. CBC News Online. 18 november 2000. http://www.cbc.ca/news/story/2000/11/17/taber_shooting001117.html. Läst 17 oktober 2008.